# بايسفايلر
بيزوايلر (بالألمانية: Baesweiler) هي مدينة و بلدة ألمانية تقع في ألمانيا في آخن. يقدر عدد سكانها بـ 28,260 نسمة .